# Lee Hodson
Lee James Stephen Hodson (né le 2 octobre 1991 à Watford, en Angleterre), est un footballeur international nord-irlandais. Il joue pour le Partick Thistle.
Le 30 janvier 2020, il est prêté à Saint Mirren.

## Statistiques
| Saison      | Club    | Pays         | Championnat       | Coupes nationales | Sélection Irlande du Nord |
| ----------- | ------- | ------------ | ----------------- | ----------------- | ------------------------- |
| 2008 - 2009 | Watford | Championship | 1 match           | -                 | -                         |
| 2009 - 2010 | Watford | Championship | 31 matchs         | 3 matchs          | -                         |
| 2010 - 2011 | Watford | Championship | 29 matchs / 1 but | 2 matchs          | 4 matchs                  |
| 2011 - 2012 | Watford | Championship | 20 matchs         | 1 match           | 4 matchs                  |
| 2012 - 2013 | Watford | Championship | -                 | 1 match           | 1 match                   |

Dernière mise à jour le 19 août 2012

## Palmarès
- Kilmarnock
  - Champion de Scottish Championship (D2) : 2022